# Sainte-Ruffine
Sainte-Ruffine – miejscowość i gmina we Francji, w regionie Grand Est, w departamencie Mozela.
Według danych na rok 1990 gminę zamieszkiwało 466 osób, a gęstość zaludnienia wynosiła 656 osób/km² (wśród 2335 gmin Lotaryngii Sainte-Ruffine plasuje się na 615. miejscu pod względem liczby ludności, natomiast pod względem powierzchni na miejscu 1250.).